# Иксонија (Висконсин)
Иксонија (енгл. Ixonia) насељено је место без административног статуса у америчкој савезној држави Висконсин.

## Демографија
По попису из 2010. године број становника је 1.624, што је 982 (153,0%) становника више него 2000. године.
| Група             | 2000.       | 2010.         |
| Белци             | 631 (98,3%) | 1.533 (94,4%) |
| Афроамериканци    | 0 (0,0%)    | 10 (0,6%)     |
| Азијати           | 1 (0,2%)    | 0 (0,0%)      |
| Хиспаноамериканци | 5 (0,8%)    | 52 (3,2%)     |
| Укупно            | 642         | 1.624         |